# 17세의 혼돈
《17세의 혼돈》(Edge Of Seventeen)은 미국에서 제작된 데이빗 모튼 감독의 1998년 코미디, 드라마, 멜로/로맨스 영화이다. 크리스 스타포드 등이 주연으로 출연하였고 데이빗 모튼 등이 제작에 참여하였다.

## 제작
이 영화의 일부의 배경이 오하이오 주립 대학교이지만, 촬영 부분은 오벌린 칼리지에서 완료되었다.

## 출연

### 주연
- 크리스 스타포드
- 티나 홈즈
- 앤더슨 가브리치
- 스테파니 맥베이

### 조연
- 레아 델라리아

## 기타
- 공동제작: 마이클 울프슨
- 미술: 아이버 스틸린
- 의상: 앤 크랩트리
- 배역: 팀 캘트넥커